# Aeroporto de Zuara
Aeroporto de Zuara (IATA: WAX, ICAO: HLZW) é um aeroporto que serve à cidade de Zuwarah na Líbia. Inicialmente era utilizado por aviões de médio porte, mas já em 2014 havia previsão para voos internacionais!